# Martin Harnik
Martin Harnik, né le 10 juin 1987 à Hambourg, est un footballeur international autrichien évoluant au TuS Dassendorf en tant qu'attaquant.

## Carrière
Martin Harnik commence sa carrière au SC Vier- und Marschlande dans les équipes de jeunes. En 2006, il rejoint l'équipe B du Werder Brême, avant d'intégrer l'équipe première en 2007. 
Le 15 août 2007, il fait ses débuts en Ligue des champions avec le Werder qui s'impose 2-1 lors du match aller face au Dinamo Zagreb. En Bundesliga, il fait sa première apparition lors de la troisième journée, où il rentre en seconde mi-temps (61e minute). 8 minutes plus tard, il inscrit le but de la victoire face à Nuremberg, et permet au Werder d'empocher pour la première fois de la saison les 3 points. À court de temps de jeu, il est prêté un an durant la saison 2009/10 au promu Fortuna Dusseldorf (D2). En mai 2010, il signe au VfB Stuttgart. 
En finale de la Coupe d'Allemagne 2013, il marque les deux buts de son équipe qui est quand même battue par le Bayern Munich 3 buts à 2.

### Clubs successifs
- 1992-2006 : SC Vier-und Marschlande
- 2006-2009 : Werder Brême
- 2009-2010 : Fortuna Dusseldorf (en prêt)
- 2010-2016 : VfB Stuttgart
- 2016-2018 : Hanovre 96[2],[3]
- 2018- : Werder Brême
- 2019-2020 : Hambourg SV (en prêt)

### En sélection
Harnik fait ses débuts internationaux avec l'Autriche face à la Tchéquie le 22 août 2007. Lors de ce match, il inscrit le but de l'égalisation, 6 minutes après être entré en jeu. Auparavant, il avait fait partie des -19 ans et des -21 ans autrichiens.

## Palmarès
Finaliste de la Coupe UEFA en 2009 avec le Werder Brême.

### Statistiques
Dernière mise à jour le 8 novembre 2020
| Saison      | Club                                    | Pays      | Championnat | Coupe nat. | Europe    |
| 2007 - 2008 | Werder Brême                            | Allemagne | 9 (1)       | 3 (3)      | 4+1 (0+0) |
| 2008 - 2009 | Werder Brême                            | Allemagne | 8 (0)       | 0 (0)      | 1 (0)     |
| 2009 - 2010 | Fortuna Düsseldorf (D2)                 | Allemagne | 30 (13)     | 0 (0)      | -         |
| 2010 - 2011 | VfB Stuttgart                           | Allemagne | 32 (9)      | 2 (3)      | 10 (5)    |
| 2011 - 2012 | VfB Stuttgart                           | Allemagne | 34 (17)     | 4 (0)      | -         |
| 2012 - 2013 | VfB Stuttgart                           | Allemagne | 30 (5)      | 5 (5)      | 12 (2)    |
| 2013 - 2014 | VfB Stuttgart                           | Allemagne | 30 (10)     | 2 (0)      | 3 (0)     |
| 2014 - 2015 | VfB Stuttgart                           | Allemagne | 28 (9)      | 1 (0)      | -         |
| 2015 - 2016 | VfB Stuttgart                           | Allemagne | 19 (2)      | 2 (1)      | -         |
| 2016 - 2017 | Hanovre 96 (D2)                         | Allemagne | 30 (17)     | 3 (4)      | -         |
| 2017 - 2018 | Hanovre 96                              | Allemagne | 30 (9)      | 2 (2)      | -         |
| 2018 - 2019 | Werder Brême                            | Allemagne | 18 (4)      | 4 (3)      | -         |
| 2019 - 2020 | Werder Brême                            | Allemagne | 2 (0)       | 0 (0)      | -         |
| 2019 - 2020 | Hambourg SV (prêt) (D2)                 | Allemagne | 23 (3)      | 0 (0)      | -         |
| 2020 - 2021 | TuS Dassendorf (Oberliga Hambourg (D5)) | Allemagne | 2 (1)       | 0 (0)      | -         |